# John Clarke (Physiker)
John Clarke (* 10. Februar 1942 in Cambridge) ist ein englischer Physiker und Professor für Experimentalphysik an der University of California at Berkeley.
Clarke erhielt den BA, MA und Ph.D. in Physik an der Cambridge University in den Jahren 1964, 1968 und 1968. Er hat im Bereich der Supraleitung und supraleitender Elektronik bedeutende Beiträge geliefert.
1970 erhielt er während seines Aufenthaltes an der University of California, Berkeley ein Forschungsstipendium der Alfred P. Sloan Foundation (Sloan Research Fellowship). Clarke wurde 1982 zum Fellow der American Association for the Advancement of Science gewählt. 1986 wurde er Fellow der Royal Society, und im Mai 2012 wurde er als foreign associate in die National Academy of Sciences aufgenommen. 2015 wurde er in die American Academy of Arts and Sciences gewählt, 2017 in die American Philosophical Society.

## Auszeichnungen
- 2004 Hughes-Medaille
- 1999 Comstock-Preis für Physik
- 1987 Fritz London Memorial Prize
- 1977–78 Guggenheim-Stipendium[4]
- 1970–72 Sloan Research Fellow